# ياروسلاف دروبني (لاعب كرة مضرب)

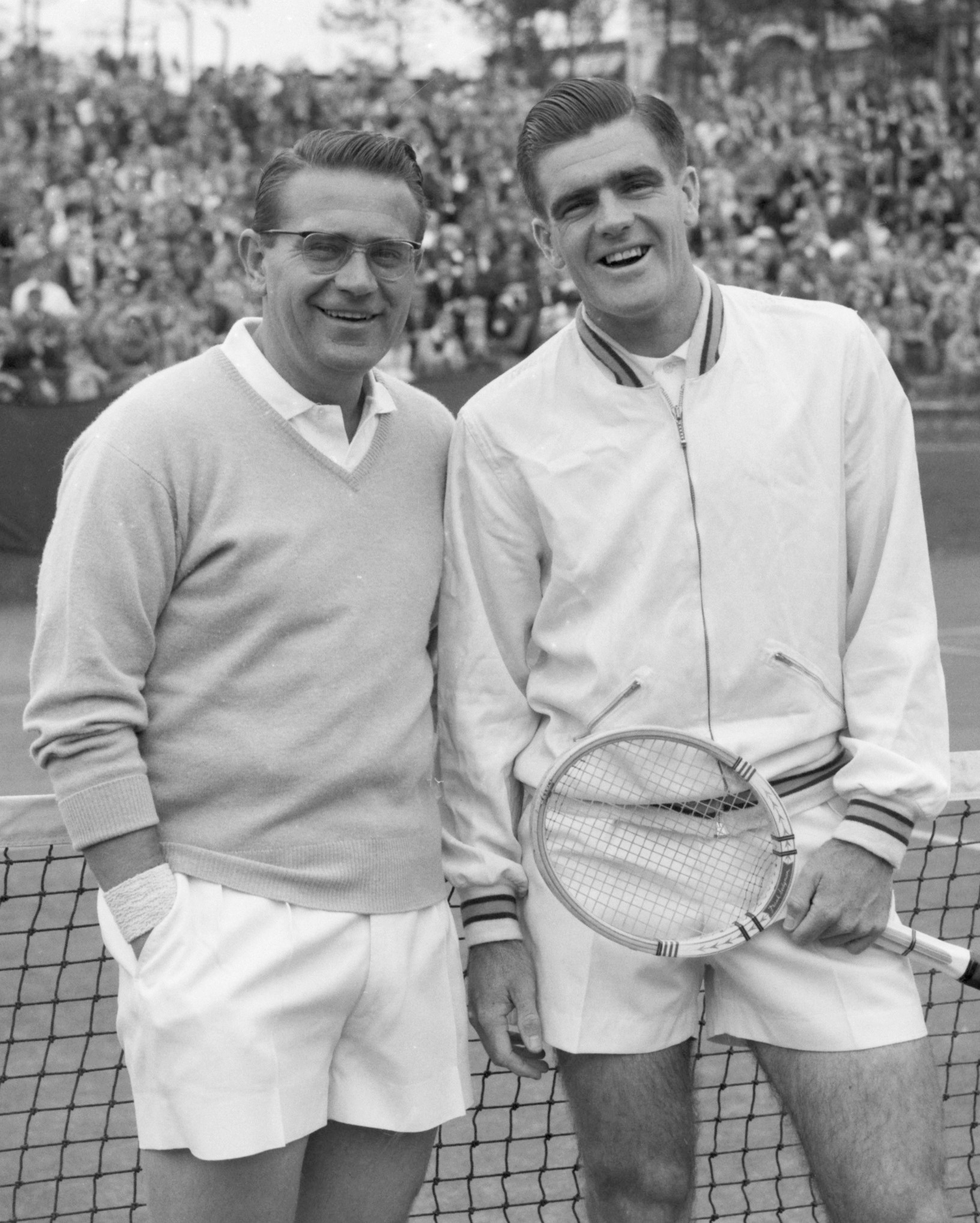

ياروسلاف دروبني (بالتشيكية:Jaroslav Drobný) تشيكي الأصل مثل مصر في بطولات ويمبلدون أحرز اللقب عام 1954
و بذلك تصبح مصر هي أول دولة عربية تحرز هذا اللقب وحصل على الجنسية البريطانية عام 1959 حيث مات هناك عام 2001

## روابط خارجية
- ياروسلاف دروبني على موقع EliteProspects.com (الإنجليزية)
- ياروسلاف دروبني على موقع رابطة محترفي التنس (الإنجليزية)
- ياروسلاف دروبني على موقع الاتحاد الدولي لكرة المضرب (الإنجليزية)
- ياروسلاف دروبني على موقع كأس ديفيز (الإنجليزية)
- ياروسلاف دروبني على موقع قاعة مشاهير كرة المضرب الدولية (الإنجليزية)
- ياروسلاف دروبني على موقع خلاصة التنس.كوم (الإنجليزية)
- ياروسلاف دروبني على موقع اللجنة الأولمبية الدولية (الإنجليزية)
- ياروسلاف دروبني على موقع أوليمبيديا (الإنجليزية)
- ياروسلاف دروبني على موقع اللجنة الأولمبية التشيكية (التشيكية)